# Cantó de Sarralbe
El cantó de Sarralbe és un cantó francès del departament del Mosel·la, situat al districte de Sarreguemines. Té 14 municipis i el cap és Sarralbe.

## Municipis
- Ernestviller (Ernschtwiller)
- Hazembourg
- Hilsprich
- Holving
- Kappelkinger
- Kirviller
- Nelling (Nellinge)
- Puttelange-aux-Lacs
- Rémering-lès-Puttelange
- Richeling
- Saint-Jean-Rohrbach (Gehonns-Roerboch)
- Sarralbe (Alwe)
- Le Val-de-Guéblange
- Willerwald

## Història
| Data d'elecció                           | Identitat        | Partit           | Qualitat |
| ---------------------------------------- | ---------------- | ---------------- | -------- |
| 1945-1958                                | Abbé Goldschmitt | Divers droite    |          |
| 1958-1971                                | Jean Coumaros    | UNR, després UDR |          |
| 1971-1976                                | Paul Degott      | UDR              |          |
| 1976-1989                                | André Ziegler    | CNI              |          |
| 1989-                                    | Alex Staub       | RPR, després UMP |          |
| les dades anteriors no són pas conegudes |                  |                  |          |
|                                          |                  |                  |          |

## Demografia
| A partir de 1990 : Població sense dobles comptes |